# Наге (народ)

Мапа розташування округу Нагекео.

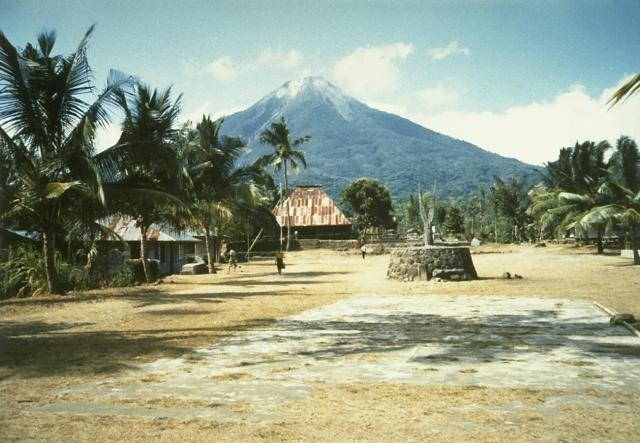
Боавае — головне село наге (на задньому плані — вулкан Ебулобо).

Наге — народ в Індонезії, в центральній частині острова Флорес; в адміністративному плані це округ Нагекео (індонез. Kabupaten Nagekeo) провінції Східна Нуса-Тенґара.
Культура наге мало відрізняється від культури народів-сусідів, зокрема кео, нгада, ріунг, вона також є дуже близькою до культури народів енде та ліо

## Розселення і чисельність
Живуть на північних та західних схилах вулкану Ебулобо. Західними сусідами наге є нгада, східними — енде, південними — кео.
Грегорі Форт (англ. Gregory Forth), антрополог з Альбертського університету і дослідник наге, оцінював чисельність народу в 1993 році в 50 тис. осіб. За оцінками християнського проекту Joshua Project чисельність наге в 2018 році становила 71 тис. осіб.

## Мова і релігія
Говорять мовою наге, яка належить до сумба-флореської групи центрально-східної гілки малайсько-полінезійських мов. Спорідненими мовами говорять народи кео, енде, ліо.
За віросповіданням 80 % становлять християни (серед них 90 % католики), 20 % — мусульмани. У повсякденному житті зберігаються також елементи традиційних вірувань, зокрема аграрні культи. Перед початком сівби здійснюють обряд очищення поля та зерен рису. На перший молодик перед початком польових робіт проводять ініціації.

## Історія, господарство, побут
Наге — потомки автохтонного населення острова Флорес.
Основне заняття — ручне підсічно-вогневе землеробство, вирощують бульби, кукурудзу, рис. Зберігаються мисливство та збиральництво.
Їжа переважно рослинна: варені крупи та бульби з гострими приправами. М'ясо їдять лише на свята.

## Суспільство, поселення
До середини XX ст. землями володіли громади, існували розширені сім'ї. Шлюб патрилокальний (молоді після весілля переходять жити в сім'ю чоловіка), але чітких родових груп, пов'язаних спільним походженням не існує. Кращими вважаються кроскузенні шлюби.
Поселення розташовані на схилах гір, вони оточені кам'яними стінами. Хати на палях, прямокутні в плані. Житло членів сімей, що ведуть спільне господарство, з'єднується відкритими галереями й утворює спільний комплекс.

## Ебу-гого
Наге зберігають перекази про те, що раніше в центральному Флоресі жили групи диких волохатих людей, яких вони називають ебу-гого. Ці істоти начебто існували ще декілька поколінь тому, поки предки наге не винищили їх.
Деякі дослідники проводять асоціації між ебу-гого та останками низькорослих прадавніх людей прото-негритоської раси, виявлених 2003 року в печері Ліанг-Буа (область Мангарай на заході острова Флорес), які 2004 року отримали назву Людина флореська (Homo floresiensis). Проте це лише сумнівна гіпотеза.